# Uribea tamarindoides
Uribea tamarindoides là một loài thực vật có hoa trong họ Đậu. Loài này được Dugand & Romero miêu tả khoa học đầu tiên.